# شيري رودس
شريف رودس (بالإنجليزية: Shari Rhodes)‏ هي مديرة التصوير ‏ أمريكية، ولدت في 14 يوليو 1938 في باريس في الولايات المتحدة، وتوفيت في 20 ديسمبر 2009 في سانتا فيه في الولايات المتحدة بسبب سرطان الثدي.

## وصلات خارجية
- شيري رودس على موقع IMDb (الإنجليزية)
- شيري رودس على موقع قاعدة بيانات الفيلم (الإنجليزية)